# 监控网络
監控網路（Réseau Sentinelles），是一個由1260個分佈在法國各地的全科醫師（占全法國全科醫師總數的2%）志願組成的網路。其目的是對14項健康指標進行監測，而其成員醫生被稱為監控醫生。此網路是於1984年由 Alain-Jacques VALLERON教授創建，並由法國國家健康與醫學研究院（INSERM）和巴黎第六大學共同下屬的707教學與研究單位 （页面存档备份，存于）管理。

## 連續監督的14項健康指標
此國家監督系統承擔著採集、分析、預測和及時分發來自自由職業全科醫師所提供的流行病學資料資料，並與由法國衛生監督所（InVS）建立的監督機構融合為一體。
在14種跟蹤疾病中，11種為傳染性指標（隨後括弧中出現的數字表示跟蹤開始年份），其中包括：
- 流行性感冒（1984）
- 急性腹瀉（胃腸炎）（1990）
- 麻疹（1984）
- 流行性腮腺炎（1985）
- 水痘（1990）
- 帶狀皰疹（2004）
- 男性尿道炎（1984）
- 甲型、乙型、丙型病毒性肝炎（2000）

另外3項非傳染指標中包括：
- 哮喘（2002）
- 自殺企圖（1999）
- 指定住院治療（1997）

對於流行性感冒、胃腸炎和水痘，此監督能夠儘早地發現、警報、並預測地區性或國家級疫情的來臨。
監控醫生通過互聯網把非記名資料傳遞和輸送到一資料庫（地理資訊系統）。每週時事通訊＂Sentiweb-Hebdo＂於每個星期二出版在(監控系統)的網站，並以電子郵件的形式傳遞給4000多用戶與國家大型媒體。年度報告同樣採用整體資料編輯，並上傳到網站："文獻資料/年度報告" 版塊中。
在傳染病的電子監督中，監控網路是世界衛生組織（WHO）合作中心之一。

## 科研
通過來自監控系統的資料，能夠完成：
- 探測、預警模型（Serfling迂回方法，Costagliola D. et coll., Am. J. Public Health, 1991[])
- 預測不同地區疫情模型（類推方法，Viboud C. et coll., Am J Epidemiol, 2003 （页面存档备份，存于）)

## 現場流行病學
準時的流行病學研究由監控醫生完成。這些研究均執行法語地區流行病學家協會（ADELF）出版的流行病學實踐標準，並全部擁有一個註冊書面協定的序列號，其目標是最終的研究報告。
這些研究將受到程式的內部審核旨在保證其研究品質, 並接納國家資訊自由委員會（CNIL）（n°471 393）的有利建議。其研究的結果將上傳到網站："文獻資料/研究"版塊中。

## 相關鏈結
- （英文） 監控網路官方網站
- （中文） 世界衛生組織 （页面存档备份，存于）
- （法文） 法國國家衛生監督所 （页面存档备份，存于）
- （英文） 707教學與研究單位 （页面存档备份，存于）
- （英文） 疾病預防控制中心 (Atlanta, USA) （页面存档备份，存于）
- （英文） 歐洲傳染病中心 （页面存档备份，存于）